# 南關東

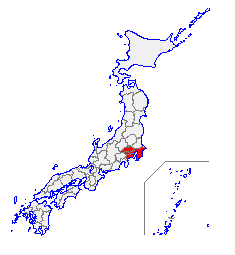
紅色區域是南關東

南關東（日语：／ Minami kantō */?）是指日本關東地方的南部區域，與北關東相對，兩地在地理上以利根川為主要分界。行政區劃上，一般包括了埼玉縣、千葉縣、東京都、神奈川縣等1都3縣。由於關東地方集中了日本人口的三分之一之多，因此在眾議院選舉的選區劃分上，南關東選區的範圍是神奈川縣、千葉縣及山梨縣，東京都則為獨立選區。